# Nyoma truncatipennis
Nyoma truncatipennis là một loài bọ cánh cứng trong họ Cerambycidae.